# Сэм (олимпийский талисман)
Олимпийский орел Сэм был талисманом летних Олимпийских игр 1984 года, которые проходили в Лос-Анджелесе. Это белоголовый орлан, национальная птица принимающей страны, Соединенных Штатов. Задуманное как патриотический символ, имя Сэм также предполагает родство с дядей Сэмом, другим американским символом. Талисман был разработан Бобом Муром, художником Disney.
Талисман Олимпийских игр 1984 года часто путают с персонажем по кличке Орел Сэм — персонажем, созданным Марком Дэвисом из Disney для бывшего аттракциона Диснейленда «Америка поет». Также его имя совпадает с именем орла Сэма (Сэм Игл), ультрапатриотичного персонажа из Маппет-шоу. Оба героя при этом существенно отличаются по дизайну.
В 1983 году, за год до летних Олимпийских игр, Орел Сэм уже был настолько популярен в  Японии, что с его участием сняли аниме-мультсериал. В мультфильме Орел Сэм выступал в роли детектива, борющегося с преступностью. Даже после завершения Игр Орел Сэм все еще используется для продвижения среди молодежи эстафеты по легкой атлетике. Мероприятие проводится благотворительной группой, основанной во время Олимпийских игр, в колледже Маунт-Сан-Антонио.